# Copa México 1952/53
Die Copa México 1952/53 war die elfte Austragung des Fußball-Pokalwettbewerbs seit Einführung des Profifußballs in Mexiko. Teilnahmeberechtigt waren die zwölf Mannschaften, die in der Saison 1952/53 in der höchsten Spielklasse vertreten waren. Pokalsieger wurde zum zweiten Mal nach 1945 die Mannschaft des Puebla FC. 

## Modus
Das Turnier wurde in der Vorrunde mit zwei Gruppen ausgetragen, die aus jeweils sechs Mannschaften bestanden und die alle in je einem Heim- und Auswärtsspiel gegeneinander antraten. Die besten vier Mannschaften (Sieger und Zweiter aus beiden Gruppen) qualifizierten sich für das Halbfinale, in dem jeweils der Gruppensieger aus der einen Gruppe auf den Zweitplatzierten der anderen Gruppe traf. Am Ende erreichten beide Gruppensieger das im Estadio Olímpico Ciudad de los Deportes von Mexiko-Stadt ausgetragene Finale.

## Vorrunde
Die Begegnungen der Vorrunde wurden zwischen dem 15. Februar und 14. Mai 1953 ausgetragen.

### Gruppe A

#### Kreuztabelle
| Gruppe A  | PUE | ATE | ZAC | NEC | MAR | AME |
| --------- | --- | --- | --- | --- | --- | --- |
| Puebla    |     | 2:1 | 3:2 | 2:1 | 4:1 | 3:1 |
| Atlante   | 4:2 |     | 3:2 | 3:1 | 3:3 | 0:1 |
| Zacatepec | 0:3 | 5:1 |     | 2:3 | 2:2 | 4:3 |
| Necaxa    | 1:1 | 1:0 | 2:1 |     | 3:3 | 0:1 |
| Marte     | 1:1 | 1:2 | 1:3 | 1:0 |     | 2:0 |
| América   | 1:3 | 0:1 | 0:2 | 1:1 | 2:2 |     |

#### Tabelle
| Pl. | Verein       | Sp. | S | U | N | Tore    | Diff. | Punkte |
| --- | ------------ | --- | - | - | - | ------- | ----- | ------ |
| 1.  | Puebla FC    | 10  | 7 | 2 | 1 | 024:130 | +11   | 16:40  |
| 2.  | Atlante      | 10  | 5 | 1 | 4 | 018:180 | ±0    | 11:90  |
| 3.  | CD Zacatepec | 10  | 4 | 1 | 5 | 023:210 | +2    | 09:11  |
| 4.  | Necaxa       | 10  | 3 | 3 | 4 | 013:150 | −2    | 09:11  |
| 5.  | Marte        | 10  | 2 | 5 | 3 | 017:200 | −3    | 09:11  |
| 6.  | América      | 10  | 2 | 2 | 6 | 010:180 | −8    | 06:14  |

### Gruppe B

#### Kreuztabelle
| Gruppe B    | LEO | GDL | TAM | ATS | ORO | LaP |
| ----------- | --- | --- | --- | --- | --- | --- |
| León        |     | 5:2 | 3:1 | 3:2 | 2:1 | 2:0 |
| Guadalajara | 3:1 |     | 1:2 | 1:1 | 0:0 | 4:1 |
| Tampico     | 3:0 | 1:0 |     | 2:2 | 4:2 | 1:1 |
| Atlas       | 0:0 | 0:1 | 2:0 |     | 3:1 | 3:1 |
| Oro         | 0:2 | 2:3 | 6:4 | 2:1 |     | 0:2 |
| La Piedad   | 1:1 | 1:2 | 1:2 | 0:1 | 1:4 |     |

#### Tabelle
| Pl. | Verein          | Sp. | S | U | N | Tore    | Diff. | Punkte |
| --- | --------------- | --- | - | - | - | ------- | ----- | ------ |
| 1.  | León FC         | 10  | 6 | 2 | 2 | 019:130 | +6    | 14:60  |
| 2.  | CD Guadalajara1 | 10  | 5 | 2 | 3 | 017:140 | +3    | 12:80  |
| 3.  | CD Tampico1     | 10  | 5 | 2 | 3 | 020:180 | +2    | 12:80  |
| 4.  | Atlas           | 10  | 4 | 3 | 3 | 015:110 | +4    | 11:90  |
| 5.  | CD Oro          | 10  | 3 | 1 | 6 | 018:220 | −4    | 07:13  |
| 6.  | CF La Piedad    | 10  | 1 | 2 | 7 | 009:200 | −11   | 04:16  |

1 Weil Guadalajara und Tampico dieselbe Anzahl an Punkten erzielt hatten und das Torverhältnis nicht herangezogen wurde, musste ein Entscheidungsspiel ausgetragen werden, um den vierten Halbfinalteilnehmer zu ermitteln. Dieses fand im Estadio La Martinica von León statt und wurde von Guadalajara mit 3:2 gewonnen.

### Halbfinale
Die Hinspiele wurden am 17./18. Mai, die Rückspiele am 24. Mai 1953 ausgetragen. Weil Guadalajara und Puebla je ein Spiel gewannen und das Torverhältnis unberücksichtigt blieb, fand zur Ermittlung des zweiten Finalisten ein separates Entscheidungsspiel statt. Dieses wurde am 27. Mai 1953 im Estadio Ciudad de los Deportes von Mexiko-Stadt ausgetragen.
|                | Gesamt |           | Hinspiel | Rückspiel | 3.Spiel |
| -------------- | ------ | --------- | -------- | --------- | ------- |
| CF Atlante     |        | León FC   | 0:5      | 0:1       |         |
| CD Guadalajara |        | Puebla FC | 0:1      | 4:1       | 0:1     |

1 Nachdem Guadalajara sein Heimspiel mit 0:1 verloren hatte und anschließend 4:1 in Puebla gewann, war – weil das Torverhältnis unberücksichtigt blieb – ein Entscheidungsspiel erforderlich, das der Puebla FC durch das in der 87. Minute von Guadalupe Velázquez erzielte Tor mit 1:0 gewann.

### Finale
Das Finale wurde am 31. Mai 1953 im Estadio Ciudad de los Deportes ausgetragen.
|           | Ergebnis |         |
| --------- | -------- | ------- |
| Puebla FC | 4:1      | León FC |

Mit der folgenden Mannschaft gewann der Puebla FC den Pokalwettbewerb der Saison 1952/53:
Vicente González – Antonio Figueroa, Enrique Rivas, Rodolfo Torres Ruiz – Raúl Cárdenas, Gonzalo Iturbe – Mariano Uceda, Manuel del Toro, Mariano Fernández, Edwin Cubero, Guadalupe Velázquez; Trainer: Isidro Lángara.